# Львовские ворота

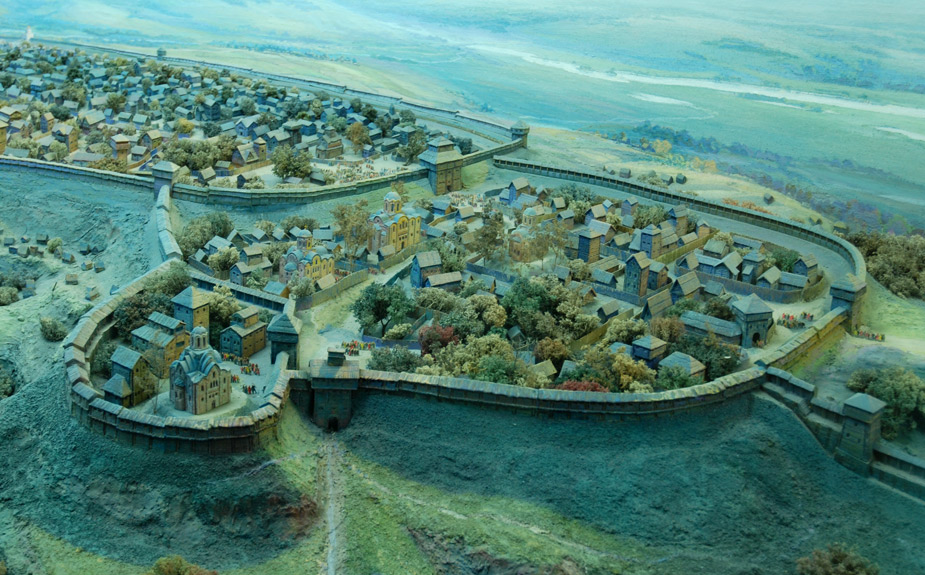
Жидовские ворота, соединяющие город Ярослава и Копырев конец. Фрагмент диорамы в Национальном музее истории Украины

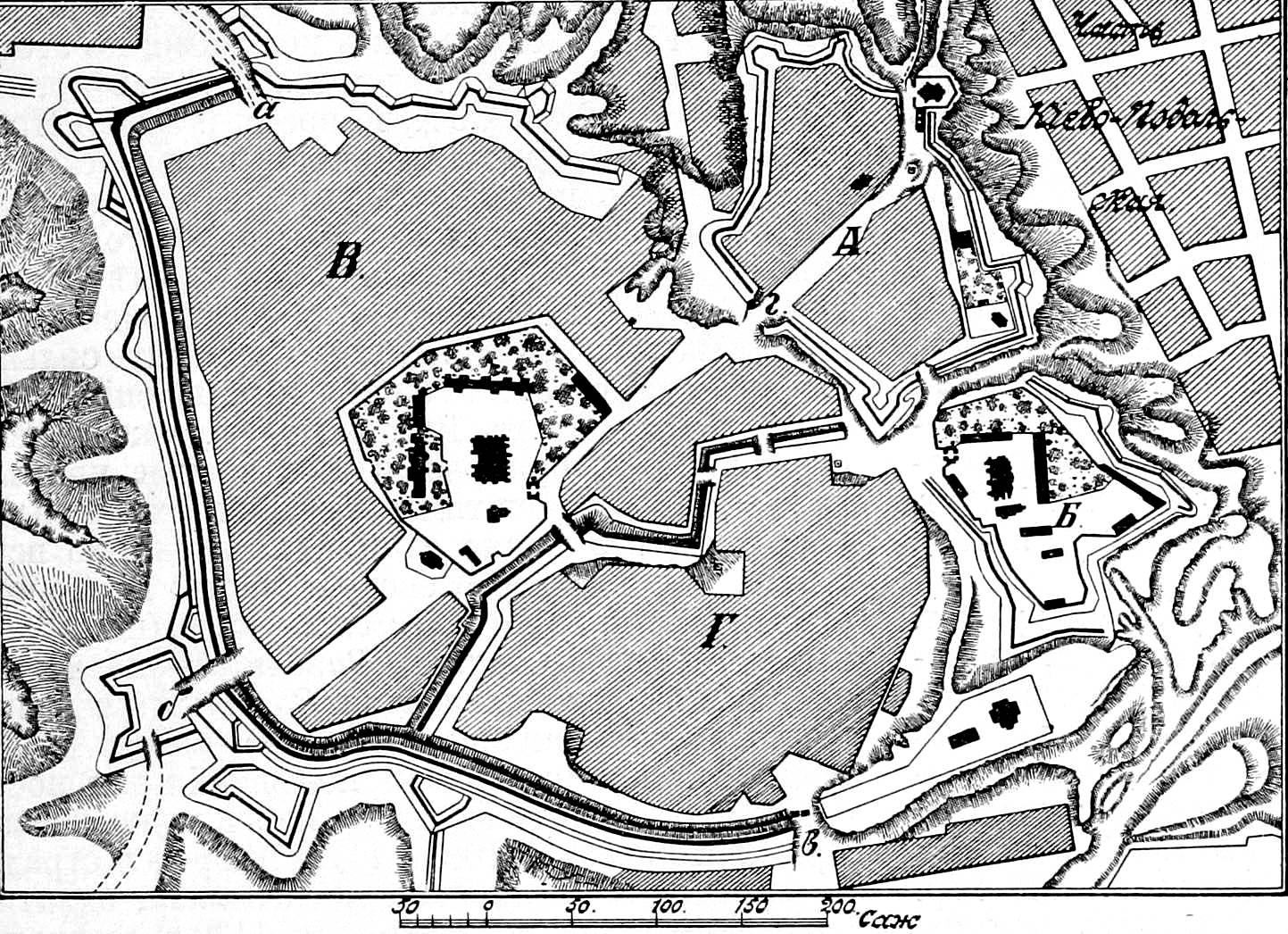
План древнего укрепления старого Киева, до 1706 года:
Части (отделения):
А — Андреевская;
Б — Михайловская;
В —Софийская;
Г — Печерскуая;
а — Львовские ворота;
б — Золотые ворота;
в — Старокиевские-Печерские ворота;
г — Батыевские ворота.
к статье «Киев», Военная энциклопедия Сытина, Санкт-Петербург, 1911 — 1915 годы.

Львовские ворота, первоначально Западные и Жидовские — деревянные ворота в укреплениях Верхнего города Киева, исторический въезд в город Ярослава, находившийся на месте современной Львовской площади.

## История
Название ворот связано с дорогой, которая вела на Запад, в Белгород-Киевский. Ворота были сооружены в 1037 году и первоначально назывались Западными. Кто и когда их назвал Жидовскими (Еврейскими) — неизвестно, но о «жидовских воротах» говорится в летописи под 1146 год. Через некоторое время к западу от ворот возникла новая укреплённая часть Киева — Копырев конец. После возвышения Львова как центра галицкой земли ворота начали называть Львовскими. В 1835 году были переименованы в Житомирские, прежде чем были разобраны в середине XIX века. Сегодня в честь исторических ворот названа станция метро «Львовские ворота».